# Лінійний електрооптичний ефект
Лінійний електрооптичний ефект (Ефект Покельса) — це лінійна зміна оптичних властивостей під дією зовнішнього електричного поля. Виникає в кристалах, які є оптичноодновісними і не виникає в кристалах у центрах симетрії (рідини, гази, аморфні тіла). Кристал, де виникає електрооптичний ефект носить назву електрооптичний кристал. Ці кристали працюють у видимому та інфрачервоному діапазоні. Особливість: можливість модуляції світла.

(KH2PO4)-КДП;

(NH4H2PO4)-АДП;

АДП і КДП кристали-оптичноодновісні.
Під дією електричного поля перетворюються в оптичнодвовісні кристали. Це перетворення є наслідком(сутністю) первинного електрооптичного ефекту:

якщо nx ≠ ny ≠n z ,то аx=1/nx; ay=1/ny; az=1/nz ,

де аx,ay,az — головні швидкості розповсюдження променя вздовж напрямків x;y;z,які зв'язані за показником заломлення n вздовж певних напрямків(nx,ny,nz).

В кристалі лінійно-поляризоване світло набуває форми :

a2xx2+a2yy2+a2zz2=1,

де a2xx2; a2yy2; a2zz2 — еліпсоїд.
Якщо ми накладаємо поле, то швидкості аx,ay,az буде змінено тому, що кристал став двовісний.

a11x2+a22y2+a33z2+a12xy+a23yz+a13xz=1 — еліптично поляризована хвиля, де аik — поляризована константа.

аik−Ej(зовнішнє поле) — ефект Керра (квадратичний) ,який утворює лінійний електрооптичний ефект.
Крім первинного, існує ще й вторинний електрооптичний ефект, який обумовлений наслідками дії електричного поля на кристал. Цей ефект виникає внаслідок зміни температури та механічної деформації. В свою чергу, наслідком зміни температури є анізотропія (відмінність властивостей середовища у різних напрямках). Нагрівання призводить до розширення нагрітих областей по відношенню до центральної частини, яка не нагріта. Виникає нерівномірна деформація → наслідком є додаткова анізотропія і вплив на механізм проходження через даний кристал.
1. Електричне поле|→Δn|→первинний ефект
2. Електричне поле|→нерівномірні деформація і зміна температури|→вторинний ефект

Цей ефект проявляється по-різному на різних довжинах хвиль для АДП λ<1,7 мкм, КДП λ<1,34 мкм.

## Застосування
Ефект Покельса використовується для вимірювання високої напруги у високовольтних лініях постійного струму, де не може бути застосований трансформатор напруги. Перевагою використання оптоволокна для передачі сигналу від давача до вимірювального пристрою.